# La Madone des sandwiches
Pour plus de détails, voir Fiche technique et Distribution.
La Madone des sandwiches (titre original : That Certain Thing), est un film américain réalisé par Frank Capra, sorti en 1928.

## Synopsis
Molly Kelly a l'intention d'épouser Andy Charles, un millionnaire, qui est l'héritier d'une fortune du monde de la restauration. Découvrant ce mariage, le père d'Andy devient furieux et déshérite son fils. Andy tente alors de travailler comme terrassier pour faire vivre son couple, mais les résultats ne sont pas ceux qu'il espérait. C'est alors qu'il a une idée qui va changer la donne...

## Fiche technique
- Titre original : That Certain Thing
- Réalisation : Frank Capra
- Scénario : Frank Capra, Elmer Harris et Al Boasberg
- Production : Frank Capra, Harry Cohn
- Studio de production : Columbia Pictures
- Photographie : Joseph Walker
- Montage : Arthur Roberts
- Pays de production :  États-Unis
- Format : noir et blanc - muet
- Genre : comédie dramatique
- Durée : 69 minutes
- Date de sortie : 1928

## Distribution
- Viola Dana : Molly Kelly
- Ralph Graves : Andy B. Charles, Jr.
- Burr McIntosh : A.B. Charles, Sr.
- Aggie Herring : Maggie Kelly